# یورای هرتز
یورای هرتز (چکی: Juraj Herz؛ زادهٔ ۴ سپتامبر ۱۹۳۴؛ درگذشتهٔ ۹ آوریل ۲۰۱۸) کارگردان، هنرپیشه و فیلم‌نامه‌نویس اهل جمهوری چک بود. 
از فیلم‌های مهمش می‌توان جسدسوز، اگر یک‌هزار کلارینت، هابرمان و دیو و دلبر را نام برد.